# 伦巴第大区罗马诺
伦巴第大区罗马诺（義大利語：Romano di Lombardia），是意大利贝加莫省的一个市镇。总面积18平方公里，人口18622人，人口密度1034.6人/平方公里（2009年）。国家统计（ISTAT）代码为016183。